# Faustverleihung 2015
Die zehnte Verleihung des Deutschen Theaterpreises Der Faust fand am 14. November im Saarländischen Staatstheater Saarbrücken statt. Der Preis wird in Kooperation mit der Kulturstiftung der Länder, der Deutschen Akademie der Darstellenden Künste und einem jährlich wechselnden Bundesland vergeben. Der Preis wurde 2015 durch das Ministerium für Bildung und Kultur Saarland, der Kulturstiftung der Länder und den Deutschen Bühnenverein gefördert. Der Schauspieler Bernd Moss moderierte die Preisverleihung.

## Kategorien
- Beste Regie im Schauspiel: Jette Steckel, „Die Tragödie von Romeo und Julia“, Thalia Theater Hamburg
- Beste darstellerische Leistung im Schauspiel: Bibiana Beglau, Mephisto in „Faust“, Bayerisches Staatsschauspiel München
- Beste Regie im Musiktheater: Andrea Breth, „Jakob Lenz“, Oper Stuttgart – Koproduktion mit La Monnaie/De Munt Brüssel und der Staatsoper Berlin
- Beste Sängerdarstellerleistung im Musiktheater: Barbara Hannigan, Marie in „Die Soldaten“, Bayerische Staatsoper München
- Beste Choreographie: Bridget Breiner, „Charlotte Salomon: Der Tod und die Malerin“, Musiktheater im Revier Gelsenkirchen
- Beste darstellerische Leistung im Tanz: Alicia Amatriain, Teufel in „Die Geschichte vom Soldaten“ im Rahmen des Ballettabends „Strawinsky HEUTE“, Stuttgarter Ballett
- Beste Regie Kinder- und Jugendtheater: Tim Etchells und Robin Arthur (Forced Entertainment), „Das unmöglich mögliche Haus“, Theater an der Parkaue Berlin
- Beste Ausstattung Kostüm/Bühne: Harald B. Thor, für Die Soldaten, Bayerische Staatsoper München
- Lebenswerk: Franz Mazura